# Teorema del llindar
En informàtica quàntica, el teorema del llindar (o teorema de tolerància a errors quàntics) estableix que un ordinador quàntic amb una taxa d'error físic per sota d'un determinat llindar pot, mitjançant l'aplicació d'esquemes de correcció d'errors quàntics, suprimir la taxa d'error lògic a nivells arbitràriament baixos. Això demostra que els ordinadors quàntics es poden fer tolerants a errors, com un anàleg al teorema del llindar de von Neumann per a la computació clàssica. Aquest resultat va ser provat (per a diversos models d'error) pels grups de Dorit Aharanov i Michael Ben-Or; Emanuel Knill, Raymond Laflamme i Wojciech Zurek; i Alexei Kitaev de manera independent. Aquests resultats es van basar en un article de Peter Shor, que va demostrar una versió més feble del teorema del llindar.

## Explicació
La pregunta clau que resol el teorema del llindar és si els ordinadors quàntics a la pràctica podrien realitzar càlculs llargs sense sucumbir al soroll. Com que un ordinador quàntic no serà capaç de realitzar les operacions de porta perfectament, un petit error constant és inevitable; hipotèticament, això podria significar que els ordinadors quàntics amb portes imperfectes només es poden implementar amb un nombre constant de portes abans que el càlcul sigui destruït pel soroll.
Sorprenentment, el teorema del llindar quàntic mostra que si l'error per realitzar cada porta és una constant prou petita, es poden realitzar càlculs quàntics arbitràriament llargs amb una precisió arbitràriament bona, amb només una petita sobrecàrrega afegit en el nombre de portes. L'enunciat formal del teorema del llindar depèn dels tipus de codis de correcció d'errors i del model d'error que es considerin. Computació quàntica i informació quàntica, de Michael Nielsen i Isaac Chuang, ofereix el marc general per a aquest teorema:
Teorema del llindar per al càlcul quàntic: un circuit quàntic en n qubits i que conté p(n) portes es pot simular amb probabilitat d'error com a màxim ε utilitzant{\displaystyle O(\log ^{c}(p(n)/\varepsilon )p(n))}portes (per a alguna constant c ) en maquinari els components del qual fallen amb probabilitat com a màxim p, sempre que p estigui per sota d'algun llindar constant, {\displaystyle p<p_{\rm {th}}}, i donades hipòtesis raonables sobre el soroll del maquinari subjacent.
Els teoremes de llindar per a la computació clàssica tenen la mateixa forma que l'anterior, excepte per als circuits clàssics en lloc dels quàntics. L'estratègia de prova per al càlcul quàntic és similar a la del càlcul clàssic: per a qualsevol model d'error en particular (com ara que cada porta falli amb una probabilitat independent p), utilitzeu codis de correcció d'errors per construir millors portes a partir de portes existents. Tot i que aquestes "millors portes" són més grans i, per tant, són més propenses a errors dins d'elles, les seves propietats de correcció d'errors fan que tinguin menys possibilitats de fallar que la porta original (sempre que p sigui una constant prou petita). Aleshores, es poden utilitzar aquestes millors portes per crear de manera recursiva encara millors portes, fins que es tinguin portes amb la probabilitat de fallada desitjada, que es poden utilitzar per al circuit quàntic desitjat.

## Valor llindar a la pràctica
Les estimacions actuals situen el llindar del codi de superfície en l'ordre de l'1%, encara que les estimacions varien àmpliament i són difícils de calcular a causa de la dificultat exponencial de simular grans sistemes quàntics. Amb una probabilitat del 0,1% d'error de despolarització, el codi de superfície requeriria aproximadament 1.000-10.000 qubits físics per qubit de dades lògiques, encara que més tipus d'error patològic podrien canviar aquesta xifra dràsticament.